# Бейкер (остров, Аляска)
Бейкер (англ. Baker Island) — остров в составе архипелага Александра, вблизи юго-восточного побережья штата Аляска, США.
Расположен вблизи западного побережья острова Принца Уэльского. Соседние острова включают остров Ноуйес, который находится к северо-западу, остров Лулу — к северу, остров Суэмес — к юго-востоку. Более мелкие острова Сан-Хуан-Батиста и Сент-Игнас расположены между островом Бейкер и западным побережьем острова Принца Уэльского. Площадь острова — 115,1 км²; постоянного населения нет.
Первым европейцем, увидевшим остров в 1741 году, был русский исследователь Алексей Ильич Чириков. Был назван в 1879 году американским натуралистом Уильямом Доллом в честь Маркуса Бейкера (1849—1903).